# Ola Toivonen
Ola Toivonen (Degerfors, 1986. július 3. –) svéd válogatott labdarúgó, jelenleg a Malmö FF játékosa. Posztját tekintve csatár, támadó középpályás. Részt vett a 2012-es labdarúgó-Európa-bajnokságon.

## Pályafutása

### Degerfors IF
Szülővárosában a svéd másodosztályban (Superettan) szereplő Degerfors IF-ben kezdte meg profi karrierjét 2003-ban.

### Örgryte IS
2006-ban igazolta le a svéd első osztályú (Allsvenskan) Örgryte IS. Egyetlen itt töltött idényében 25 alkalommal lépett pályára az együttes színeiében és hat gólt szerzett, mellyel a csapat gólkirálya lett. Azonban ez a hat gól se mentette meg csapatát a kieséstől Örgryte IS az utolsó helyen végzett a bajnokságban.

### Malmö FF
A kiesés miatt is 2007-ben aláírt a Malmö FF-hez. Átigazolási ára 1.1 millió $ volt. Első 2007/2008-as idénye nem sikerült túl jól 24 bajnoki mérkőzésen csak 3 gólt lőtt, és a Malmö is csak a 9. helyen végzett a bajnokságban. A következő 2008/2009-es szezon már valamivel jobban sikerült neki és csapatának is, 27 mérkőzésen 14 gólt szerzett és 7 gólpasszt adott, a Malmö FF pedig a 6. helyen végzett a tabellán. Teljesítménye felkeltette több nagy európai klub figyelmét; köztük a West Ham United és a PSV Eindhovenét is.

### PSV Eindhoven
2009-ben végül a Philips-gyáriak igazolták le 3.5 millió €-ért 3,5 évre. Első mérkőzését 2009. január 24-én játszotta a NAC Breda ellen. 2008/2009-es fél szezonjában összesen 14 alkalommal lépett pályára, melyeken 6 gólt lőtt. 2009/2010-es idényben 33 meccsen szerzett 13 találatával a házi góllövő lista második helyén végzett Dzsudzsák Balázs mögött. 2010/2011-es szezont is nagyszerűen kezdte eddigi 8 mérkőzésén 7 gólt lőtt.

### Válogatott
Toivonen 2009. január 14-én mutatkozhatott be Svédország színeiben egy Venezuela elleni 2-0-s idegenbeli vereséggel.

## Sikerei, díjai
Malmö
- Allsvenskan
  - Bajnok (2): 2020, 2021